# Kanton Reims-2
Der Kanton Reims-2 ist seit 1790 ein französischer Wahlkreis im Arrondissement Reims im Département Marne in der Region Grand Est.

## Gemeinden
Der Kanton besteht aus einem Teil der Stadt Reims mit 20.024 Einwohnern (Stand: 2022).
Bis zur landesweiten Neuordnung der französischen Kantone im März 2015 gehörte zum Kanton Reims-2 ebenfalls nur ein Teil der Stadt Reims. Er besaß vor 2015 einen anderen INSEE-Code als heute, nämlich 5120.